# Bielikowo

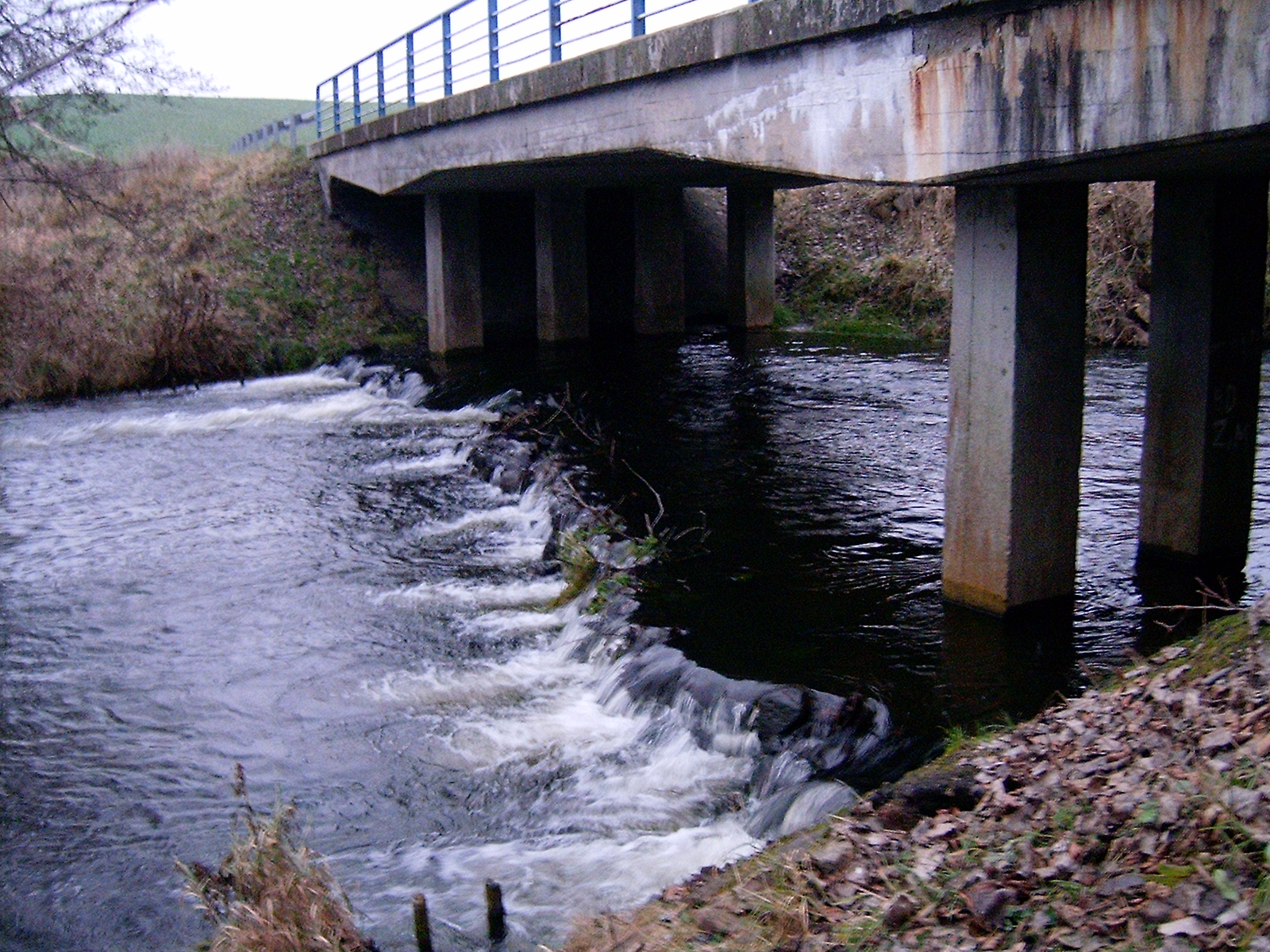
Staustufe der Molstow am Dorfrand

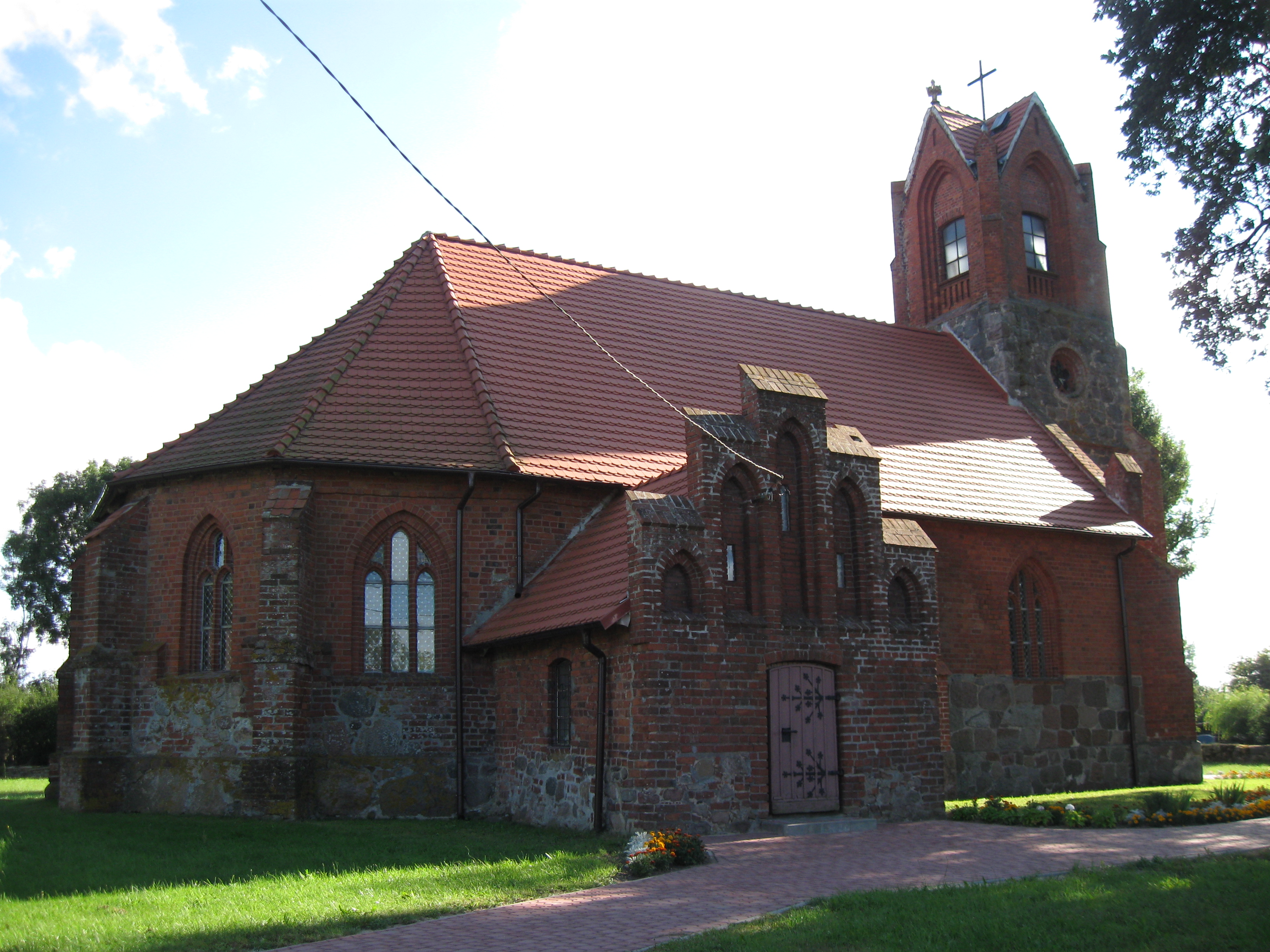
Dorfkirche, bis 1946 evangelische Dorfkirche von Behlkow

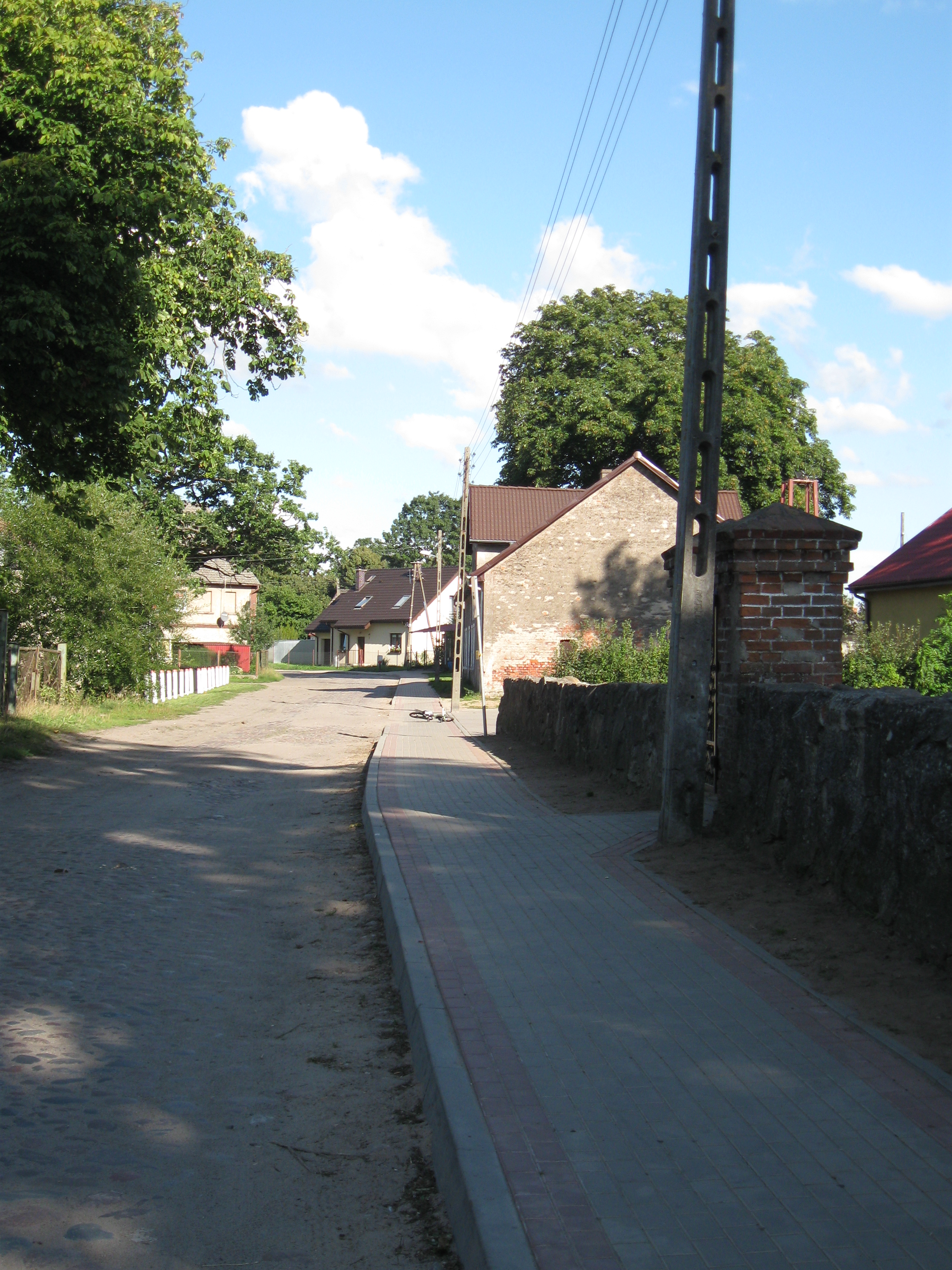
Häuser an der Dorfstraße

Bielikowo (deutsch Behlkow) ist ein Kirchdorf in der polnischen Woiwodschaft Westpommern. Es ist der Landgemeinde Brojce (Broitz) im Powiat Gryficki (Greifenberger Kreis) zugeordnet.

## Geographische Lage
Die Ortschaft liegt  etwa  sieben  Kilometer südlich von Trzebiatów (Treptow a. d. Rega) und sieben Kilometer nordöstlich von Gryfice (Greifenberg i. Pom.)  am linken Ufer  der Molstow, die sich hier in die Rega ergießt, und an der Landstraße  von Greifenberg nach Kolberg.

## Geschichte

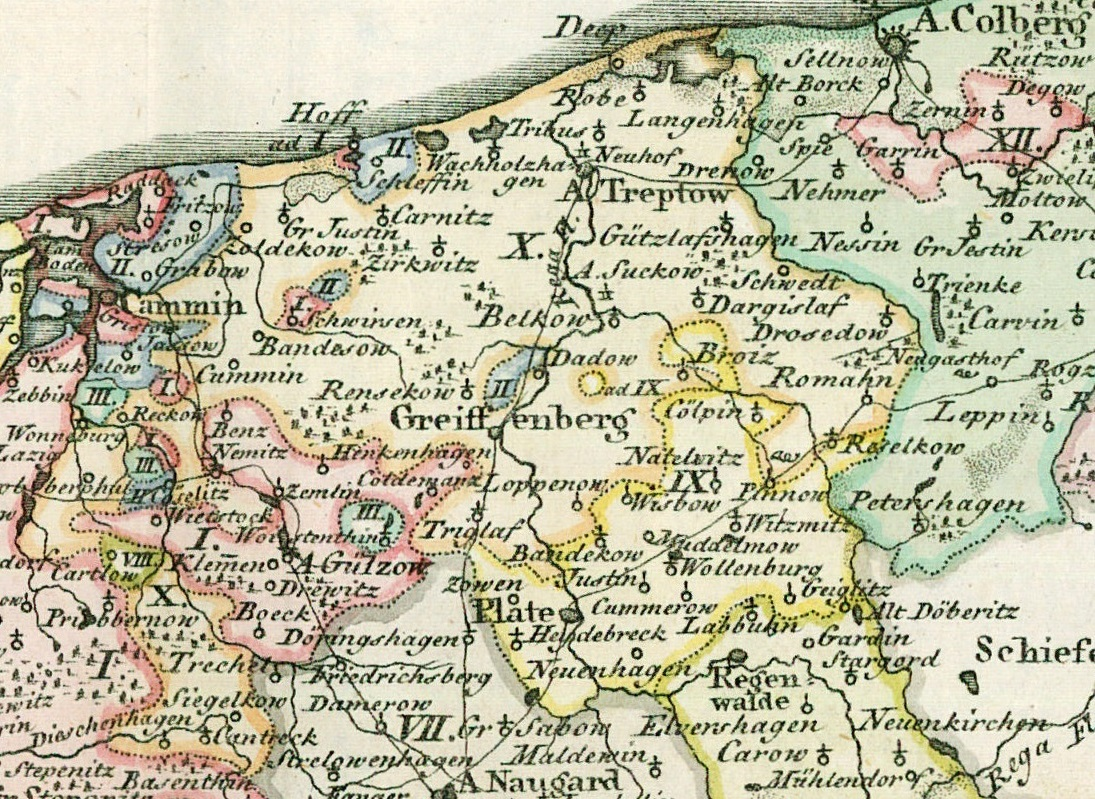
Behlkow (Belkow) südlich von Treptow a. d. Rega und nordöstlich von Greifenberg i. Pom. auf einer Landkarte des 18. Jahrhunderts

Um 1784 gehörte das Kirchdorf Belkow zum Amt Suckow  des Landkreises Greifenberg. Es hatte einen Freischulzenhof, zehn Bauernstellen, darunter eine mit angeschlossener Gaststätte, eine Schmiede, eine Wassermühle an der Molstow außerhalb des Dorfs, drei Büdner, einen Predigerwohnsitz, ein Predigerwitwenhaus und insgesamt 25 Haushaltungen (Feuerstellen).
Im Rahmen der Reformierung der bäuerlichen Verhältnisse im ersten Viertel des 19. Jahrhunderts wurden die zehn Bauern am 1. Dezember 1816 Pachtinhaber der von ihnen bewirtschafteten Höfe. Am 1. Januar 1831 wurden die Bauern Eigentümer ihrer Höfe. 1840 waren in dem Dorf neun Büdnereien vorhanden, die teils auf Kirchgrund und teils auf Bauerngrund oder Dorfgrund standen.
Behlkow wurde am 1. Oktober 1937 teilweise nach Suckowshof, Remonteamt, eingegliedert.
Zum Ende des Zweiten Weltkriegs wurde die Region von der Roten Armee erobert und anschließend – wie ganz Hinterpommern – unter polnische Verwaltung gestellt. Soweit sie nicht bereits geflohen war, wurde die deutsche Bevölkerung von Behlkow ab 1946 von nach Kriegsende zugewanderten polnischen Milizionären vertrieben. Das deutsche Bauerndorf  Behlkow  wurde in Bielikowo umbenannt.

### Demographie
| Jahr | Einwohnerzahl | Anmerkungen                                                  |
| ---- | ------------- | ------------------------------------------------------------ |
| 1822 | 183           | einschließlich des Vorwerks Carolinenthal mit 29 Einwohnern  |
| 1867 | 442           | am 3. Dezember                                               |
| 1871 | 440           | am 1. Dezember, davon 439 Evangelische, ein sonstiger Christ |
| 1933 | 403           | [ 1 ]                                                        |
| 1939 | 400           | [ 1 ]                                                        |

### Kirchspiel
Die Bevölkerung von Behlkow  war bis 1946  evangelisch und besuchte die eigene Dorfkirche, die zur Synode Treptow gehörte. Eingepfarrt waren die Dörfer Suckowshof und Molstow.